# Dwergknotszwam
De dwergknotszwam (Clavaria pulvinaris) is een schimmel behorend tot de familie clavariaceae. Deze koraalzwam leeft mogelijk symbiontisch op met algen en (lever-)mossen begroeide zandige bodem, wellicht ook in koude kassen

## Kenmerken
De sporen meten (4,5-) 5-7,5 (-8,5) x (2,2-) 2,5-3,2 (-3,7) μm.

## Verspreiding
In Nederland komt de dwergknotszwam zeer zeldzaam voor. Hij staat op de rode lijst in de categorie 'Gevoelig'.